# Выключатель нагрузки
Выключатель нагрузки — высоковольтный коммутационный аппарат, занимающий по уровню допускаемых коммутационных токов промежуточное положение между разъединителем (коммутации под нагрузкой  запрещены (как исключение допускается включение на холостой ход трансформаторов и линий — см. подробнее Разъединитель)) и выключателем (масляным, вакуумным, воздушным,  электромагнитным, элегазовым) который способен отключать без повреждения как номинальные нагрузочные токи так и сверхтоки при аварийных режимах. Выключатель нагрузки допускает коммутацию номинального тока, но не рассчитан на разрыв токов при к.з.
Отключение сверхтоков в таких выключателях осуществляется специальными предохранителями.

## Привод
Привод выключателей нагрузок может быть мускульным непосредственного включения и отключения от предварительно натянутой пружины.
Иногда применяется электропривод включения (например в ВВНР «Волна») и соленоид дистанционного отключения.

## Разновидности выключателей нагрузок
По гашению электрической дуги выключатели нагрузок делятся:
- Автогазовые — самый распространённый в России и СНГ тип выключателя нагрузок;
- Вакуумные — наиболее перспективный тип выключателя нагрузок;

Вакуумный выключатель нагрузки

- Элегазовые
- Воздушные
- Электромагнитные

## Применение
Выключатели нагрузки устанавливаются в распредустройствах и подстанциях 6-10 кВ и допускают коммутацию до нескольких МВА, в зависимости от конструкции и номинального тока.

Автогазовый выключатель нагрузки

## Преимущества
- Простота в изготовлении и эксплуатации;
- Значительно меньшая стоимость по сравнению с другими выключателями — в несколько раз (особенно у автогазовых);
- Возможность отключения и включения номинальных токов нагрузок;
- Наличие дешёвой защиты от сверхтоков  в виде предохранителей, обычно заполненных кварцевым песком (типа ПК, ПКТ);
- Наличие видимого разрыва между контактами, что исключает установку дополнительного разъединителя (видимый разрыв необходим для безопасности работ на отходящей линии).

## Недостатки
- Коммутация только номинальных мощностей;
- Малый ресурс работы (у выключателей нагрузки автогазового типа);

## Дополнительные элементы
В качестве дополнительных элементов в выключателе нагрузки могут быть установлены ножи заземления с ручным приводом (при этом обычно предусматривается механическая взаимная блокировка ножей заземления и силовых контактов выключателя нагрузки), соленоид дистанционного отключения, сигнальные контакты положения контактов выключателя, срабатывания предохранителей.